# Пономарёв, Николай Павлович
Николай Павлович Пономарёв (19 июля 1919, Саратов — 24 апреля 2003, Москва) — комсомольский и партийный деятель, советский дипломат, Чрезвычайный и Полномочный Посланник СССР (Указ Президиума Верховного Совета СССР от 28.06.1979 г. № 338-Х.)

## Биография
Родился 19 июля 1919, в Саратове в семье учителей. В 1937 году поступил в Московский институт инженеров железнодорожного транспорта имени И. В. Сталина на факультет инженеров путей сообщения широкого профиля, который окончил в 1945 году.
Его трудовая деятельность началась в 1939 году параллельно с учёбой в институте. Он работал дорожным мастером и бригадиром на Московско-курской железной дороге, инженером БАМПРОЕКТА, гор. Москва. В 1941 году Пономарев Н. П. добровольцем ушел на фронт, и как специалист по сооружению земляного полотна был направлен на Западный фронт в район Смоленска. Попал в окружение в районе Вяземского котла, но выбрался, лежал в больнице. После выхода из больницы продолжил учёбу в МИИТ, который к тому времени был эвакуирован в город Новосибирск, параллельно работая инженером Сибтранспроекта, а затем в оперативном штабе по воинским перевозкам Министерства Путей Сообщения СССР. Будучи студентом МИИТ, был избран Секретарём общеинститутского Комитета ВЛКСМ. В 1943 году вступил в члены КПСС.
После возвращения в Москву работал в центральном аппарате Министерства Путей Сообщения в должности помощника начальника службы Центрального управления движения. После снятия Ленинградской блокады участвовал в организации движения знаменитой «Красной стрелы» — скорого поезда Москва-Ленинград. С 1945 г. по 1951 г. находился на освобождённой комсомольской и партийной работе (секретарь Комитета ВЛКСМ МПС СССР, секретарь Железнодорожного Районного Комитета ВЛКСМ гор. Москвы, секретарь Железнодорожного Районного Комитета КПСС гор. Москвы, заместитель начальника Политуправления МПС СССР по работе с комсомолом). В 1951 году Пономарев Н. П. заочно окончил аспирантуру МИИТ и защитил кандидатскую диссертацию. Ему была присвоена ученая степень кандидата технических наук. В этом же году Н. П. Пономарев был направлен на учёбу в Высшую дипломатическую школу МИД СССР (ныне Дипломатическая Академия), которую окончил в 1954 году. Его диссертационная работа была посвящена советско-турецким отношениям в 1920-х годах. В этом же году он был зачислен III-им секретарем Отдела стран Ближнего и Среднего Востока МИД СССР.
Пономарев Н. П. владел французским, турецким и польским языками. В конце 1954 года по рекомендации Чрезвычайного и Полномочного Посла СССР в ПНР Николая Александровича Михайлова он был командирован на работу в Посольство СССР в Польской Народной Республике. С этого момента вся его жизнь и профессиональная деятельность в той или иной степени была связана с Польшей. Он принимал участие в формировании позиции партийного и государственного руководства страны во все наиболее ответственные периоды послевоенной истории Польши периода Польской Народной республики (1956 г, 1968 г., 1970 г., 1980-81 гг.). Свою первую командировку в Польскую Народную республику Пономарев Н. П. завершил в должности в должности II секретаря Посольства СССР в ПНР. Во время Венгерских событий 1956 года он принимал участие в составе оперативно-информационной группы, созданной по решению МИД СССР и ЦК КПСС для координации взаимодействия с советскими дипломатическими представительствами, аккредитованными в социалистических странах. В это время послом СССР в Венгрии был Юрий Андропов, а первым секретарем — Владимир Крючков.
После возвращения в СССР в конце 1959 года он работал в должности I секретаря IV Европейского отдела МИД СССР (в состав которого входили Польша и Чехословакия), а с конца 1960 г по 1962 г. — в Управлении кадров МИД СССР, курировал подбор кадров для работы в советских дипломатических учреждениях в Польше и Чехословакии. В 1961 году Н. П. Пономарев руководил стажировкой Члена Политбюро секретаря ЦК КПСС Аверкия Борисовича Аристова для работы в качестве Чрезвычайного и Полномочного Посла СССР в Польской Народной Республике.
В 1962 году он был вторично, по просьбе Чрезвычайного и Полномочного Посла СССР в ПНР А. Б. Аристова, направлен на работу в Советское Посольство вначале в качестве I-ого секретаря, а затем Советника и руководителя внутриполитической группы, основой которой являлись межпартийные отношения между ЦК КПСС и ЦК Польской объединённой рабочей партии (Польские коммунисты). В 1964 году участвовал в «партизанских встречах» бойцов Армии Людовой. Работая в Посольстве СССР, Пономарёв Н. П. неоднократно в отсутствие Посла замещал его и исполнял обязанности Временного Поверенного в делах. В этом качестве он проработал до конца 1970 года.
Шестидесятые годы прошлого столетия были наиболее плодотворными в отношениях Польшей и СССР. Польша высоко оценила вклад Пономарева Н. П. в укрепление дружбы и сотрудничества между нашими странами и народами. Подавляющее число польских земель (воеводств) наградили его своими Почётными знаками. Он сыграл важную роль в период острого политического кризиса конца 1970 года, кровавых событий на польском побережье и смене на посту I Секретаря ЦК ПОРП (отставка Владислава Гомулки и избрание Эдварда Герека).
В 1971—1974 гг. он работал в Отделе культурных связей МИД СССР, возглавлял сектор социалистических стран.
В 1974—1979 гг. — заместитель заведующего Отделом печати МИД СССР, курировал направление социалистических стран. Он не только осуществлял взаимодействие с советскими центральными органами печати, но и сам часто выступал со статьями по внешнеполитическим проблемам. Он был принят в Члены Союза журналистов СССР.
Все эти годы он не порывал отношений с польскими коллегами и друзьями, работающими во властных административных, хозяйственных и партийных структурах. Это очень помогло ему эффективно решать вопросы на посту Генерального Консула СССР в Щецине (ПНР), на который он был назначен в 1979 г.
Его последнее пребывание в Польше совпало с периодом острого политического кризиса, созданием и деятельностью Независимого профсоюза «Солидарность». Сохранив откровенные дружеские отношения с ключевыми фигурами высшего партийного и государственного руководства Польши (Станислав Каня — первый секретарь ЦК ПОРП (1980—1981 гг.), Юзеф Пиньковский — председатель Совета Министров ПНР (1980—1981 гг.), Мечислав Ягельский — первый заместитель председателя Совета Министров ПНР (1970—1981 гг.), Войцех Ярузельский — первый секретарь ЦК ПОРП (1981—1989 гг.) и др.), он имел возможность информировать советское руководство о позиции первых лиц польского государства без посредников. Пономарёв Н. П. присутствовал на переговорах Польского Правительства с НП «Солидарность». В целом, он критически относился к событиям в ПНР в результате создания НП «Солидарность» и ширившегося забастовочного движения. Вместе с тем он в своих информациях в МИД и ЦК обращал внимание на необходимость проанализировать системные ошибки польского руководства, приведшие к подобному кризису с тем, чтобы не допустить повторения их в СССР и других странах социалистического содружества. Он также отстаивал позицию, что Войцех Ярузельский и польское руководство контролирует ситуацию в стране, и нет необходимости вооруженного советского вмешательства в дела в Польше. Такая позиция не могла понравиться консервативным силам в Политбюро ЦК КПСС.
Пономарев Н. П. был досрочно за месяц до введения Войцехом Ярузельским Военного Положения (в ночь с 12 на 13 декабря 1981 года) отозван из Польши и вскоре, в 1982 году, был отправлен в отставку и стал персональным пенсионером союзного значения.
Немного оправившись после потрясения связанного с отставкой, он пошел работать в Союз Архитекторов СССР. В должности заведующего международным отделом он проработал почти 15 лет. Он стал инициатором крупной Программы международного сотрудничества «Архитекторы без границ», сыгравшую важную роль в укреплении контактов советской творческой интеллигенции со своими иностранными коллегами.
Н. П. Пономарев награждён 8 медалями СССР.

Могила Н. П. Пономарёва на Ваганьковском кладбище

Похоронен на Ваганьковском кладбище в Москве.

## Семья
- Отец — Павел Яковлевич Пономарёв (1859—1921) был первым заведующим школой № 1 в посёлке Беково Пензенской области, а также попечителем гимназий Саратовской губернии http://www.bekschool1.edusite.ru/p46aa1.html .
- Мать — Пономарева Ольга Ивановна Пономарёва (1875—1952) — народная учительница, в 1920-21 гг. была секретарём Саратовского губернского Совета солдатских, рабочих и крестьянских депутатов.
- Брат, Владимир Павлович Пономарёв (1900—1957 гг.), советский учёный, специалист в области железнодорожного транспорта, доктор технических наук. https://search.rsl.ru/ru/record/01006007371
- Сын — Владимир Николаевич Пономарёв (род. 1945), физик-теоретик, доктор физ.-мат. наук, профессор http://www.ibrae.ac.ru/contents/169/ .
- Невестка, Лариса Николаевна Пономарёва (род. 1949) — член Совета Федерации с 2005 по 2013 год[4][5].
- Внук — Илья Владимирович Пономарёв[6] (род. 1975), российский политический деятель, Депутат Государственной думы федерального собрания РФ V и VI созывов (2007—2016)